# Transfert d'argent
Le transfert d'argent fait généralement référence à l'un des modes de paiement scripturaux ou à l'un des systèmes de paiement suivants :
- virement bancaire, un transfert de fonds entre deux comptes bancaires, dans la même banque ou entre deux banques différentes[1] ;
- transfert électronique de fonds, un terme générique utilisé principalement pour désigner les paiements par carte bancaire ;
- virement de fonds par courriel, un virement bancaire en ligne entre les banques canadiennes ;
- giro, également connu comme le dépôt direct.

Le transfert d'argent peut également se référer aux types de virements basés sur de l'argent en espèces :
- transfert d'espèces par l'intermédiaire d'agences agréées : MoneyGram, Travelex, Western Union, Wise, WorldRemit ;
- transfert d'espèces sans agences (via les réseaux Visa ou MasterCard) : Transcash, Flouss, Nobanco.

Les transferts d’argent internationaux sont soumis à une réglementation fiscale bien particulière. Selon votre nationalité et le pays source du transfert il faut bien se renseigner sur les procédures à suivre pour respecter les seuils et effectuer les déclarations requises conformément aux réglementations en vigueur afin d’éviter tout risque d’être l’objet de sanctions plus ou moins importantes.

## Transferts d'espèces sans agence
Les transferts d'argent sans agences reposent sur des systèmes dématérialisés qui permettent d'effectuer des transactions sans compte bancaire, grâce à des solutions prépayées. Ces options incluent des cartes ou des recharges comme Transcash, PCS, Neosurf, Flouss, ou Nobanco.
Ces systèmes offrent une solution pratique pour les utilisateurs qui souhaitent effectuer des paiements en ligne ou recharger leurs comptes sans utiliser les canaux bancaires traditionnels. Par exemple, des plateformes spécialisées telles que myselecte.com facilitent l'accès à ces produits en proposant l'achat rapide et sécurisé de recharges prépayées pour divers besoins financiers.